# Wratysław Brneński
Wratysław Brneński (zm. 16 sierpnia lub 21 września 1156 r.), z dynastii Przemyślidów, książę brneński w latach 1125–1129 i 1130–1156.
Wratysław Brneński był synem Oldrzycha Brneńskiego. W 1132 r. ożenił się z nieznaną z imienia ruską księżniczką. Tradycyjnie przypisywano mu dwóch synów, co nie ma żadnej podstawy źródłowej:
- Spitygniewa Brneńskiego (zm. 1198 r.)
- Świętopełka Brneńskiego (zm. 1200 r.)

Ostatnio filiacja ta została zakwestionowana i Spitygniewa oraz Świętopełka uznano - hipotetycznie - za synów Świętopełka Władysławowica.